# Horrorarium
L'Horrorarium est une pièce de théâtre télévisée québécoise, mélangée avec le sitcom, diffusée sur VRAK.TV
lors d'occasions spéciales (ex; Halloween, Noël, la Saint-Valentin, Poisson d'Avril). Présentant des histoires d'horreur, qui sont toutefois accessibles aux 8 ans et plus, chaque émission est narrée par l'auteur et marchand de cauchemar Edgar Renfield, qui est joué par le comédien Normand Lévesque. 

## Argument
L'Horrorarium est une expérience plus vraie que nature qui convie les téléspectateurs à vivre des émotions fortes par le biais des histoires rocambolesques et horrifiantes d'Edgar Renfield, auteur célèbre et marchand de cauchemars! Enregistrée devant un public survolté et présentée par Renfield en personne, l'émission nous emmène dans un voyage au bout des ténèbres, dans les insondables abysses de l'angoisse et du mystère… L'ensemble des rôles dans chacune des émissions sont joués par une équipe maison composée de jeunes acteurs québécois. Également, chaque émission met en vedette un artiste apprécié du jeune public, qui trouve invariablement la mort d'une manière absurde.

### Halloween
Max doit amener sa sœur cadette Betty à passer l'Halloween, sous l'ordre de sa mère. Cette dernière le menace en lui disant que si la belle robe de Betty (qui est déguisé en princesse) était pleine de chocolat, ça irait « mal ». En chemin, Max croise ses deux amis, qui passent l'Halloween mais que les gens refuse de leur donner des friandises, sous prétexte qu'ils sont trop vieux. Mais l'amie de Max salit la belle robe de Betty avec du chocolat et qui est maintenant toute sale. Persuadée que sa mère va le gronder, son amie lui conseille d'aller à la buanderie du coin, mais elle lui dit qu'elle semble être hantée depuis un certain temps. Évitant de se faire tuer par sa mère, Max préfère y aller, afin de laver la robe de Betty. Un monstre est caché dans les laveuses (machines à laver le linge) et emprisonne l'amie de Max. Mais son chum (qui est aussi l'autre ami de Max) se laisse facilement influencer par cette dernière, en lui disant qu'elle aime. Après ça, Max et Betty finissent par sortir de la buanderie par la laveuse, avec la robe très sale de Betty. Leur mère n'est pas si fâché que ça.
- Invités : Stéphane Bellavance (homme à la buanderie)
- Présents : Normand Lévesque (Edgar Renfield), Jean-Carl Boucher (Max), Rose Adam (Betty), Aliocha Schneider (Phil), Geneviève Chartrand (Brenda) et Frédérique Dufort (mère de Max et Betty)
- Absents : Max-Émilien Marques

### Noël
En 2025, la fête de Noël est complètement finie, puisque le Père Noël est transformé en mort-vivant dévorant des gens. Maintenant, toute la planète n'a plus une seule goutte d'eau et la nourriture se fait très rare. Parmi ces gens pauvres, une petite fille prénommé Marie-Noëlle qui vit avec sa mère. Marie-Noëlle demande à sa mère ce qu'est Noël. Sa mère lui explique que 10 ans plus tôt, le Père Noël passait la nuit du 24 décembre avec son traîneau et ses rennes afin de distribuer des cadeaux à tous les enfants du monde, mais un soir, au lieu de distribuer des cadeaux, il s'est mis à dévorer tout le monde sur son passage. Après le récit, le lutin machiavélique qui a transformé le père Noël en monstre, rôde dans les parages. La mère demande à Marie-Noëlle d'aller se cacher, mais la mère n'a pas eu le temps d'y aller et se fait dévorer par l'Anté-Claus. Peu de temps après, la fillette est accueillie chez les mystérieux Ève et Adam, qui tentent de la dévorer. Alors qu'ils tentent de manger Marie-Noëlle, ils voient l'étoile qu'elle porte autour du cou (que sa mère lui avait offerte avant sa mort) et leur rappelle les souvenirs de Noël. Marie-Noëlle les aide à attaquer L'Anté-Claus afin de le revenir gentil.
- Invités : Mariloup Wolfe (la mère de Marie-Noëlle)
- Présents : Normand Lévesque (Edgar Renfield), Jean-Carl Boucher (Lutin maléfique), Rose Adam (Marie-Noëlle), Aliocha Schneider (L'Anté-Claus), Max-Émilien Marques (Adam) et Frédérique Dufort (Ève).
- Absents : Geneviève Chartrand

### Saint-Valentin
Pepito, jeune jardinier orphelin, est amoureux de la belle Valentina, qui n'a d'oreilles que pour les belles voix. Doté d'une beauté sans pareille mais d'une piètre voix, Pepito signe un contrat avec le démon Ramon El Demon: en échange de sa beauté, il lui donnera une voix sublime, mais accompagnée de son apparence (Ramon est très laid) pendant toute une journée. Pepito réussit à conquérir Valentina avec sa voix, mais à cause de sa laideur, il lui promet un rendez-vous le lendemain, pour lui montrer son vrai visage. Mais Ramon n'avait pas les mêmes plans que Pepito l'avait imaginé. Ce dernier a tué les parents de Pepito et la mère de Valentina. Burrito (la fidèle momie de Ramon), ordonné par son maître, va capturer Valentina après que son maître ait tué sa gouvernante, Margarita, son esprit qui avertit Pepito. Finalement, Valentina et Pepito réussissent à tuer Ramon et les deux amoureux sont réunis, s'échangent un baiser et c'est comme ça que se clôt la pièce.
- Invités : Andrée Watters (mère de Valentina)
- Présents : Normand Lévesque (Edgar Renfield), Aliocha Schneider (Pepito), Max-Émilien Marques (Ramon El Demon), Frédérique Dufort (Valentina) et Geneviève Chartrand (Margarita)
- Absents : Rose Adam, Jean-Carl Boucher

### Poisson d'Avril
La reine des Atlantes fait irruption dans un bulletin de nouvelles pour demander la fin de la pollution des mers! Si rien n'est fait, elle menace de détruire une ville, et ce n'est pas un poisson d'avril! Mais le président des États-Unis ne veut pas négocier avec les terroristes. La reine met donc son plan d'attaque à exécution, avec l'aide d'un homard géant. L'armée américaine est anéantie par cet ennemi plus grand que nature et le président demande l'aide de nul autre que… Edgar Reinfield. L'actuel Edgar Renfield s'allie avec son alter ego ado pour venir à bout de la reine et de son crustacé monstrueux!
- Invités : Vincent Bolduc (monsieur qui annonce les nouvelles)
- Présents : Normand Lévesque (Edgar Renfield), Jean-Carl Boucher (Président des États-Unis), Max-Émilien Marques (Alter-ego d'Edgar Renfield), Rose Adam (Soldat du Président des États-Unis) et Geneviève Chartrand (Reine des Atlantes)
- Absents : Frédérique Dufort, Aliocha Schneider

## Distribution
- Normand Lévesque : Edgar Renfield, le narrateur
- Rose Adam : Betty / Marie-Noëlle / soldat du Président des États-Unis
- Jean-Carl Boucher : Max / Lutin maléfique (Malutin) / le lapin de Pâques / Président des États-Unis
- Frédérique Dufort : la mère de Max et Betty / Ève / Valentina
- Max-Émilien Marques : Adam / Ramon Eh Demon / alter ego d'Edgar Renfield
- Aliocha Schneider : Phil / L'Anté-Claus / Pepito
- Geneviève Chartrand : Brenda / Margarita / Reine des Atlantes
- Stéphane Bellavance : homme à la buanderie (Halloween)
- Mariloup Wolfe : mère de Marie-Noëlle (Noël)
- Andrée Watters : mère de Valentina (Saint-Valentin)
- Vincent Bolduc : monsieur qui annonce les nouvelles (Poisson d'Avril)